# Erling Skakke
Erling Ormsson, més conegut pel seu sobrenom Erling Skakke (noruec: Erlingr inn skakki Krypinga-Ormsson, 1115 – 1179), va ser un jarl de Noruega que va tenir un paper rellevant en les Guerres Civils Noruegues com a cabdill de la facció bagler al segle xii. Va ser pare de Magne V de Noruega, el qual va regnar des del 1161 fins al 1184.
Erling Skakke va néixer a Etne (Sunnhordland) i era membre del clan familiar dels Støliætta, una antiga dinastia del regne de Hordaland. La seva gran reputació i influència procedia de la croada noruega quan va participar en la campanya del jarl de les Òrcades, Rögnvald Kali Kolsson, al Mediterrani entre 1152 i 1155. Erling va estar a Terra Santa, Constantinoble i finalment va visitar Roma. Durant una batalla amb els sarraïns de Sicília, una espasa li va assestar una greu ferida al coll que al curar-se, li va provocar una inclinació del cap cap a un costat, d'aquí el seu sobrenom «skakke» (inclinat). Es va casar amb Kristina, filla de Sigurd I el Croat, i van tenir un fill, Magnus. Erling va ser guardià d'Inge I de Noruega, successor de Sigurd, i un dels principals cabdills del consell de lendmann després de la mort d'Inge el 1161. Kristina havia tingut anteriorment un fill amb Sigurd Munn i Erling es va ocupar que el seu fillastre fos decapitat per evitar una competència directa amb Magnus.

## Magnus V
Erling Skakke va fer una política agressiva i va buscar suports perquè el seu fill obtingués la corona de Noruega i governés com Magne V amb sol vuit anys, entre 1161 i 1163. Erling va prendre el títol de «jarl de Noruega» i va mantenir les regnes del poder durant la minoria d'edat del seu fill.
El 1166, Sigurd Agnhatt i el seu fillol Olav Ugjæva van protagonitzar una rebel·lió a Oppland i van proclamar rei a Olaf mentre Erling Skakke estava de viatge a Dinamarca. Olaf era fill de Maria Øysteinsdotter, filla del rei Øystein I. En tornar Erling a Noruega per combatre la insurrecció, va ser atacat pels homes de Olaf a Rydjokul (Sørum), on va rebre severes ferides i amb prou feines va aconseguir escapar. El 1168, Olaf i els seus homes es van aventurar al fiord d'Oslo, però van ser derrotats a la batalla de Stanger, a Våler. Sigurd va morir durant la batalla, però Olaf va escapar i es va refugiar a Dinamarca.
Quan Sverre Sigurdsson va liderar la rebel·lió dels Birkebeiner, Erling es va veure compromès i va caure a la batalla de Kalvskinnet el 18 de juny de 1179, als afores de Trondheim. El rei Sverre va honrar al seu oponent caigut al camp de batalla amb un discurs durant el seu funeral.
Erling va ser un home de molt talent però no va ser apreciat per tenir virtuts nobles. Amb els seus enemics va ser despiatat, sobretot pel que fa a la posició i reivindicacions dels seus fills. El 1164, va fundar l'Abadia de Halsnøy, un monestir agustí al fiord de Hardanger.

## Fagrskinna i Heimskringla
Fagrskinna i Magnúss saga Erlingssonar (Heimskringla) són les fonts principals sobre el regnat de Magnus V i Erling Skakke, així com les relacions d'aquest amb Ragnvald Kali Kolsson, jarl de les Òrcades. Quan Snorri Sturluson va escriure Heimskringla, Erling i el seu fill encara governaven Noruega.

## Herència
- Fills amb Christine Sigurdsdatter (1125 - 1178)

Magnus V de Noruega
Ragnhild Erlingsdatter (n. 1158) que es va casar en primeres núpcies amb Jon Thorbergsson de Rogaland (1156 - 1179) amb qui no va tenir descendència, i en segones núpcies amb Hallkjell Jonsson de Møre (1158 - 1194) que va morir en la batalla de Florvåg.

### Fills il·legítims
- Fills amb Asa den Lyse (n. 1130)

Sigurd Erlingsson (1160 - 1202).
- Fills d'altres relacions:

Reidar Erlingsson (n. 1162)
Ogmund Erlingsson (n. 1164)
Finn Erlingsson (1166 - 1185), possible fill de Asa den Lyse.